# All Your Life
All Your Life é o primeiro lançamento independente em cassete da banda Resurrection Band, lançado em 1973.

## Antecedentes
Originalmente, a banda teria o nome de "Charity", em 1972, e seus membros participavam da comunidade Jesus People Milwaukee. Logo após, ocorreu a divisão da comunidade em quatro grupos, e o grupo do qual a banda pertencia se tornou o "Jesus People USA Travelling Team". Antes mudança do Jesus People USA para Chicago, o nome "Resurrection Band" foi escolhido e a banda se tornou o foco principal da comunidade. Depois de chegar em Chicago, a banda gravou dois cassetes independentes depois de tocarem desde escolas até em prisões. O estilo predominante da banda nesse período era caracterizado pelo hard rock..
| Críticas profissionais                                                      | Críticas profissionais |
| Avaliações da crítica                                                       | Avaliações da crítica  |
| Fonte                                                                       | Avaliação              |
| --------------------------------------------------------------------------- | ---------------------- |
| Firestream                                                                  | [ 3 ]                  |
| Esta tabela precisa de ser acompanhada por texto em prosa. Consulte o guia. |                        |

## Faixas

### Lado A
1. "In The Beginning"
2. "Psalm 61"
3. "Because I Know Him"
4. "Trust In Jesus"
5. "Jesus Walked Upon The Water"

### Lado B
1. "Connections"
2. "Deep Inside My Heart"
3. "Blue Waters"
4. "All Your Life"

## Créditos
- Glenn Kaiser - Vocal, guitarra
- Wendi Kaiser - Vocal
- Stu Heiss - Guitarra, piano
- Jim Denton - Baixo, vocal de apoio
- John Herrin - Bateria
- Tom Cameron - Harmónica